# Resolutie 1894 Veiligheidsraad Verenigde Naties
Resolutie 1894 van de Veiligheidsraad van de Verenigde Naties werd unaniem door de VN-Veiligheidsraad aangenomen op 11 november 2009. De resolutie was voorgedragen door Burkina Faso, Costa Rica, Frankrijk, Japan, Kroatië, Mexico, Oostenrijk — dat in november 2009
het roterend voorzitterschap van de Veiligheidsraad hield — het Verenigd Koninkrijk en de Verenigde Staten. De Veiligheidsraad eiste dat het internationaal recht inzake de bescherming van de bevolking in oorlogstijd werd nageleefd.

## Inhoud

### Waarnemingen
Het was intussen 10 jaar geleden dat de eerste VN-resolutie over burgers in gewapende conflicten, resolutie 1265, was aangenomen. De bescherming van die burgers moest nog verder versterkt worden. Ook de Geneefse Conventies werden in 2009 60 jaar. Deze waren de juridische basis voor de bescherming van de bevolking in oorlogstijd.
De staten waren verantwoordelijk voor de bescherming van hun inwoners en alle personen op hun grondgebied. Ook de partijen van gewapende conflicten moesten stappen zetten om de bevolking te beschermen. Doch bleven burgers nog steeds het merendeel uitmaken van de slachtoffers van dergelijke conflicten. Vooral vrouwen, kinderen en kwetsbare groepen als gehandicapten en ouderen werden getroffen. Hun bescherming en bijstand was noodzakelijk, maar het hulppersoneel was zelf vaak onderwerp van aanvallen.

### Handelingen
De Veiligheidsraad eiste dat de partijen van gewapende conflicten het internationale humanitaire, mensenrechten- en vluchtelingenrecht en de relevante VN-resoluties naleefden. Ook veroordeelde ze nogmaals aanvallen gericht tegen de bevolking en het gebruik van de bevolking in de militaire tactiek. Dergelijke aanvallen waren een flagrante schending van het humanitaire recht en konden een gevaar vormen voor de internationale vrede en veiligheid. Alle betrokken partijen werden dan ook opgeroepen er maatregelen tegen te nemen en ook iets te doen aan de straffeloosheid ter zake.
Verder zouden de VN-vredesmachten toegelaten worden de bevolking en de hulpverlening eraan te beschermen. De secretaris-generaal werd gevraagd richtlijnen op te stellen voor VN-missies om te rapporteren over de bescherming van de burgerij zodat de Veiligheidsraad hier beter op kon toezien. Voorts was samenwerking tussen de VN en andere internationale organisaties noodzakelijk. Ten slotte werd de secretaris-generaal nog gevraagd tegen november 2010 opnieuw te rapporteren over de bescherming van burgers in gewapende conflicten.

## Verwante resoluties
- Resolutie 1888 Veiligheidsraad Verenigde Naties
- Resolutie 1889 Veiligheidsraad Verenigde Naties
- Resolutie 1960 Veiligheidsraad Verenigde Naties (2010)
- Resolutie 1998 Veiligheidsraad Verenigde Naties (2011)

Lijst ·  1860 ·  1861 ·  1862 ·  1863 ·  1864 ·  1865 ·  1866 ·  1867 ·  1868 ·  1869 ·  1870 ·  1871 ·  1872 ·  1873 ·  1874 ·  1875 ·  1876 ·  1877 ·  1878 ·  1879 ·  1880 ·  1881 ·  1882 ·  1883 ·  1884 ·  1885 ·  1886 ·  1887 ·  1888 ·  1889 ·  1890 ·  1891 ·  1892 ·  1893 ·  1894 ·  1895 ·  1896 ·  1897 ·  1898 ·  1899 ·  1900 ·  1901 ·  1902 ·  1903 ·  1904 ·  1905 ·  1906 ·  1907